# Reprezentacja Szwecji na Mistrzostwach Świata w Wioślarstwie 2009
Reprezentacja Szwecji na Mistrzostwach Świata w Wioślarstwie 2009 liczyła 5 sportowców. Najlepszymi wynikami były 9. miejsca w jedynce mężczyzn, jedynce kobiet i jedynce wagi lekkiej kobiet.

## Medale

### Złote medale
Brak

### Srebrne medale
Brak

### Brązowe medale
Brak

## Wyniki

### Konkurencje mężczyzn
- jedynka (M1x): Lassi Karonen – 9. miejsce

### Konkurencje kobiet
- jedynka (W1x): Frida Svensson – 9. miejsce
- jedynka wagi lekkiej (LW1x): Sara Karlsson – 9. miejsce
- dwójka podwójna wagi lekkiej (LW2x): Karin Högberg, Cecilia Lilja – 12. miejsce